# Peña de Bernal

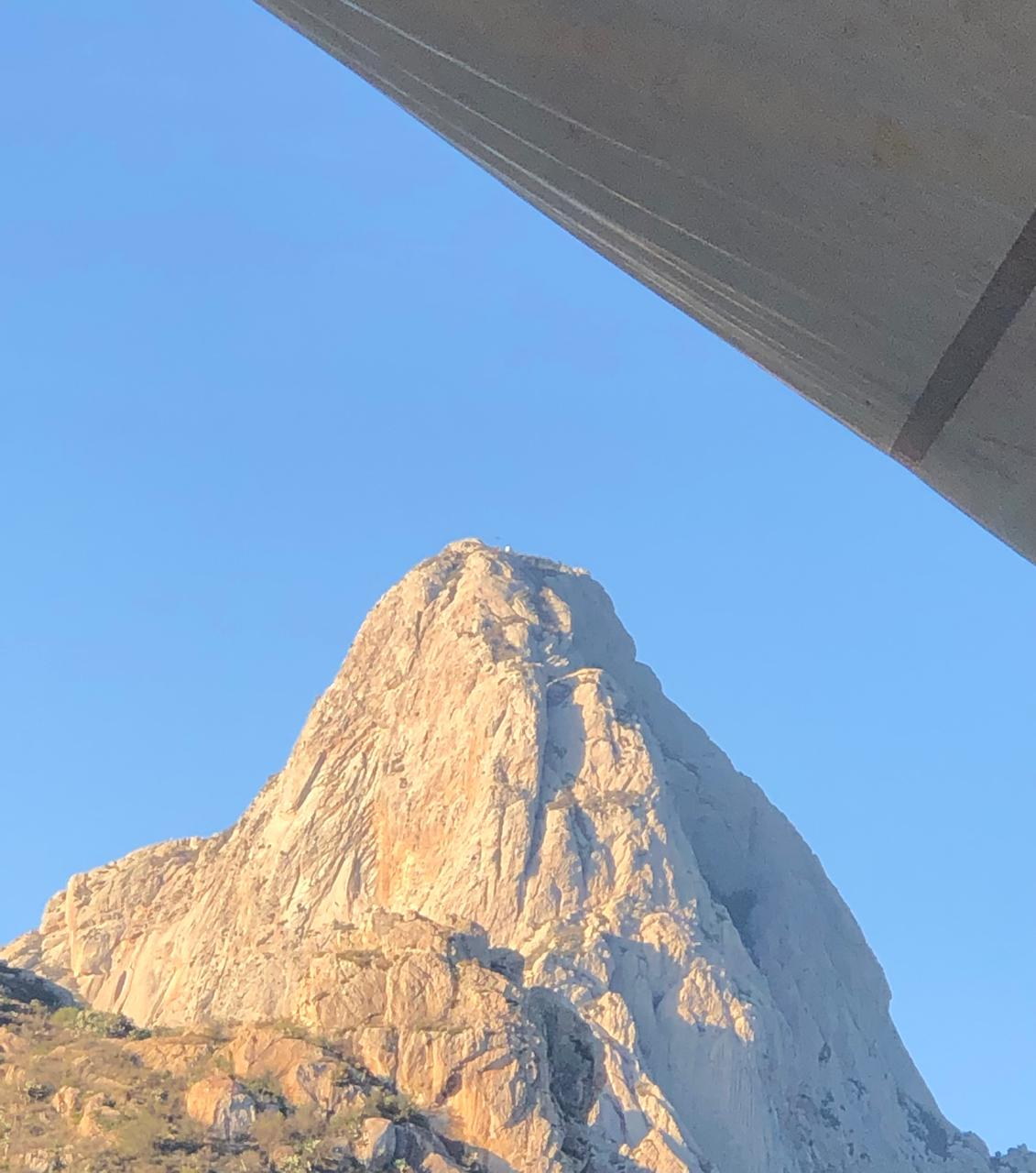
Peña de Bernal, vista desde abajo

La Peña de Bernal es una formación rocosa producto de un volcán extinto, se le considera el tercer monolito más grande del mundo.
Está localizado en el pueblo de Bernal que pertenece al municipio de Ezequiel Montes en el estado de Querétaro, México. 
La peña se formó aproximadamente hace 8.7 millones de años, producto de un volcán el cual expulso lava muy viscosa, casi sólida, que se incrustó entre rocas ya existentes de origen marino. Peña de Bernal es un domo volcánico tipo espina muy alto, compuesto de lavas similares a las de los domos en las cumbres de El Zamorano y El Frontón. Con el paso del tiempo el volcán se volvió inactivo y entonces la erosión dejó expuesto lo que alguna vez fue lava. 
La palabra «Bernal», que da su nombre tanto al pueblo, como al monolito, según la página web del municipio es de origen almeriense y fue usada por los conquistadores para «denominar algún peñasco grande y alargado que se encontraba aislado». Ma'hando que es una palabra en lengua otomí y De'hendo palabra en lengua chichimeca, significan igualmente: «en medio de dos».
Cada año el 21 de marzo, durante el equinoccio de primavera, miles de turistas se dan cita en la peña y sus alrededores, para una fiesta «místico-religiosa».

## Ubicación e historia

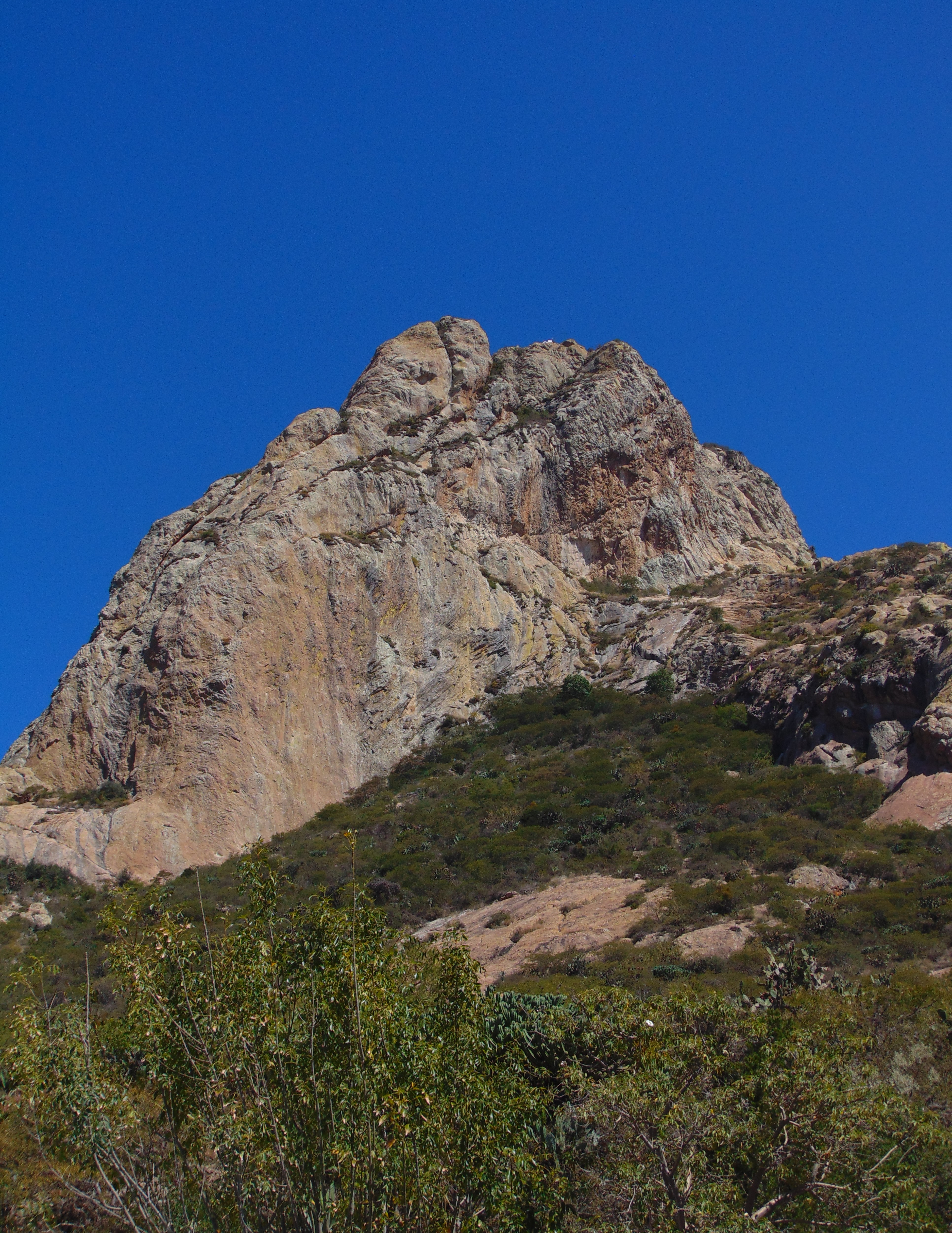
Una vista de la peña desde el inicio del sendero de acenso

La Peña de Bernal es el tercer monolito más grande del mundo, luego del Peñón de Gibraltar en el mar Mediterráneo y del Pan de Azúcar en Río de Janeiro, Brasil. Tiene una altitud de 2515 m s. n. m. y de 350 metros de altura.
Se considera que esta formación rocosa tiene una existencia de más de 8,7 millones de años y que procede de un volcán que a través de los años se volvió inactivo y que la lava en su interior se solidificó. Posteriormente la erosión y el tiempo hicieron desaparecer el resto del volcán y quedó solo el magma sólido. 
Se localiza en el pueblo de Bernal, que pertenece al municipio de Ezequiel Montes y se encuentra ubicado a 57 km de la capital del estado de Querétaro, en el kilómetro 200 de la autopista México - Querétaro. 
El pueblo fue fundado en sus faldas en el año de 1641 por, cuando se le concedieron tierras al capitán Don Cristóbal Hernández Tovarllevó que llevó a 26 familias españolas con el fin de explotar y poblar las tierras recién adquiridas.
En años recientes, Bernal se sostiene principalmente de las actividades turísticas. Desde 2005 fue catalogado como «Pueblo Mágico», por la Secretaría de Turismo de México, «por sus atributos simbólicos, leyendas e historia», este calificativo se otorga como un reconocimiento a la preservación del patrimonio tanto cultural como histórico.
En noviembre de 2007, la Peña de Bernal recibió el reconocimiento de la Secretaría de Turismo y TV Azteca reconociéndola como una de las 13 Maravillas de México y considerándola como un destino turístico con gran relevancia histórica y cultural.Actualmente existe una placa en el inicio del sendero que conmemora el hecho.
En septiembre de 2009, fueron inscritos en la lista de Patrimonio Inmaterial de la Humanidad de la Unesco: «Lugares de memoria y tradiciones vivas de los otomí-chichimecas de Tolimán: la Peña de Bernal, guardiana de un territorio sagrado».
Cada 21 de marzo, en el equinoccio de primavera, se reúnen en la peña miles de turistas, en una festividad místico-religiosa. Las personas acuden a como dicen ellas, «cargarse de energía», que se cree transmiten las piedras monolíticas y los yacimientos minerales del interior.

## Ascenso
El ascenso a la cima de la Peña de Bernal no es fácil, si bien existe camino definido en la mayor parte, el último tramo, de unos 45 metros, es vertical. Existen en ese tramo, unas varillas en forma de grapas, clavadas en la pared a modo de escalera náutica. Por el tipo de piedra y las posibilidades que ofrece, la Peña de Bernal es un atractivo a nivel nacional e internacional para los practicantes de escalada en roca. 
Adicionalmente, hay varias rutas de escalada deportiva que llegan a la cima. Todas las rutas están propiamente equipadas. Vista la Peña desde el pueblo, las rutas de escalada se encuentran en la pared del lado izquierdo. El descenso se hace por la parte de las grapas, que están en el lado derecho.